# 青竜満族自治県
青竜満族自治県（せいりゅう-まんぞく-じちけん、満洲語: ᠨᡳᠣᠸᠠᠩᡤᡳᠶᠠᠨ
ᠮᡠᡩᡠᡵᡳ
ᠮᠠᠨᠵᡠ
ᡠᡴ᠋ᠰᡠᡵᠠ
ᡯᡳᡷᠶ
ᡥᡳᠶᠠᠨ  、転写：niowanggiyan muduri manju uksura dzyjy hiyan）は中華人民共和国河北省秦皇島市に位置する満洲族の自治県。

## 歴史
1929年（民国18年）、撫寧県・臨楡県・遷安県の長城以北の地に設置された都山設治局を前身とする。1933年（民国22年）に青竜県に改編された。
国共内戦中は中国共産党により1946年に県西部に青西県が設置されたが、翌年青平県に改編、1949年に青平県が青竜県に統合されている。
1962年に寛城県が分離された。1986年に青竜満族自治県に改編され現在に至る。

## 行政区画
- 街道:都陽路街道
- 鎮:青竜鎮、祖山鎮、木頭凳鎮、双山子鎮、馬圏子鎮、肖営子鎮、大巫嵐鎮、土門子鎮、八道河鎮、隔河頭鎮、婁杖子鎮
- 郷:鳳凰山郷、竜王廟郷、三星口郷、乾溝郷、大石嶺郷、官場郷、茨楡山郷、平方子郷、安子嶺郷、朱杖子郷、草碾郷、七道河郷、三撥子郷、涼水河郷